# Appalachian Trail Conservancy
Le Appalachian Trail Conservancy (ATC), anciennement Appalachian Trail Conference, est une association à but non lucratif destinée à l'entretien du sentier des Appalaches. Elle vise donc à protéger la piste d'environ 3 510 kilomètres et 1 000 kilomètres carrés de terrains alentour. Elle coordonne le travail de plusieurs clubs de randonnée qui effectuent l'entretien des sentiers.
Ce sentier comporte des abris, sites de campement, panneaux, qu'il faut garder en bon état. L'ATC fait aussi attention à la conservation de la flore des Appalaches, et à la sécurité des randonneurs.
L'ATC est basée à Harpers Ferry en Virginie-Occidentale.